# Vasilij Alexejevič Vagner
Vasilij Alexejevič Vagněr, též Wagner (rusky Василий Алексеевич Вагнер) byl ruský žid, který přijal křest a stal se zakladatelem linie ruského šlechtického rodu Vagněrů. 

## Život
Vagněr se těšil oblibě, svého času všemocného, hraběte Alexeje Grigorjeviče Razumovského, u něhož sloužil jako šafář. 
19. března 1745 byl Vagněr společně se svými potomky povýšen do dědičného šlechtického stavu s ustanovením „spravovat domácnost Razumovských“ a z nejvyšších míst bylo nařízeno zapsat Vagněra do seznamu erbovních šlechtických rodů a vydat odpovídající list.  
Následně byl Vagner jmenován generálním adjutantem A. Razumovského.  